# Charlie Parker at Storyville
Charlie Parker at Storyville ist ein Jazz-Album von Charlie Parker, aufgenommen bei zwei Auftritten des Quintetts von Parker im Jazzclub Storyville in Boston im März und am 22. September 1953. Die Livemitschnitte wurden 1985 auf dem wiederbelebten Label Blue Note Records veröffentlicht.

## Das Album
Saxophonist Charlie Parker trat 1953 im Samstagabend-Programm The Top Shelf des Radiosenders WHDH in Boston auf. Das Gastspiel wurde aus dem Storyville-Club übertragen; dessen Gründer George Wein hatte 1952 mit John McLellan und WHDH für eine Serie von Jazzkonzerten einen Vertrag abgeschlossen. Im März 1953 kam Parker als Solist in die Stadt und wurde bei
seinem ersten Storyville-Auftritt von dem (relativ unbekannt gebliebenen) lokalen Bassisten Billy Griggs, dem Schlagzeuger Roy Haynes und erstmals von Red Garland begleitet. Es wurde das einzige mit Tonaufnahmen dokumentierte Zusammentreffen der beiden Musiker, zwei Jahre, bevor Garland in der Miles-Davis-Band spielen sollte. Seine Spielweise ist hier eher an Bud Powell orientiert als es sein späteres Spiel war. Charlie Parker spielte seine Klassiker „Moose the Mooche“, „Ornithology“ und den Jazzstandard „Out of Nowhere“.
Den Jule-Styne/Sammy-Cahn-Titel „I'll Walk Alone“ hatte Bird bislang nicht aufgenommen. Zum Ende von „Out of Nowhere“ beendete John McLellan das Radioprogramm mit seiner Ansage.
Sechs Monate später kam Parker erneut nach Boston in den Storyville-Club, diesmal mit einer
vollständig anders besetzten Band; Bassist Jimmy Woode arbeitete zu dieser Zeit in Boston wie auch der Trompeter Herb Pomeroy. Bird brachte den Schlagzeuger Kenny Clarke aus New York mit; Pianist bei dem zweiten Auftritt war Sir Charles Thompson. Auch diesmal wurde ein 30-Minuten-Programm aus dem Club übertragen. In den Beginn von Parkers „Now’s the Time“ spricht wieder McLellan seine Ansage; dann wieder zum Ende des Auftritts bei „Groovin’ High“. Ein weiterer selten von Parker gespielter Titel war der Rodgers/Hart Klassiker „Dancing on the Ceiling“.

## Bewertung des Albums
Richard Cook und Brian Morton, die in ihrem Penguin Guide to Jazz das Album mit der höchsten Bewertung auszeichneten, zählen Charlie Parker at Storyville neben Bird at St. Nick’s (1950) und dem Jazz at Massey Hall-Album von 1953 zu den wesentlichen Live-Dokumentationen des späten Charlie Parker. Scott Yanow stellt im All Music Guide fest, dass die Aufnahmequalität der Radiomitschnitte zwar nur ausreichend sei, Parker jedoch bei diesen Sessions großartig in Form gewesen sei und Hot-Versionen seines üblichen Repertoires spiele.

## Die Titel

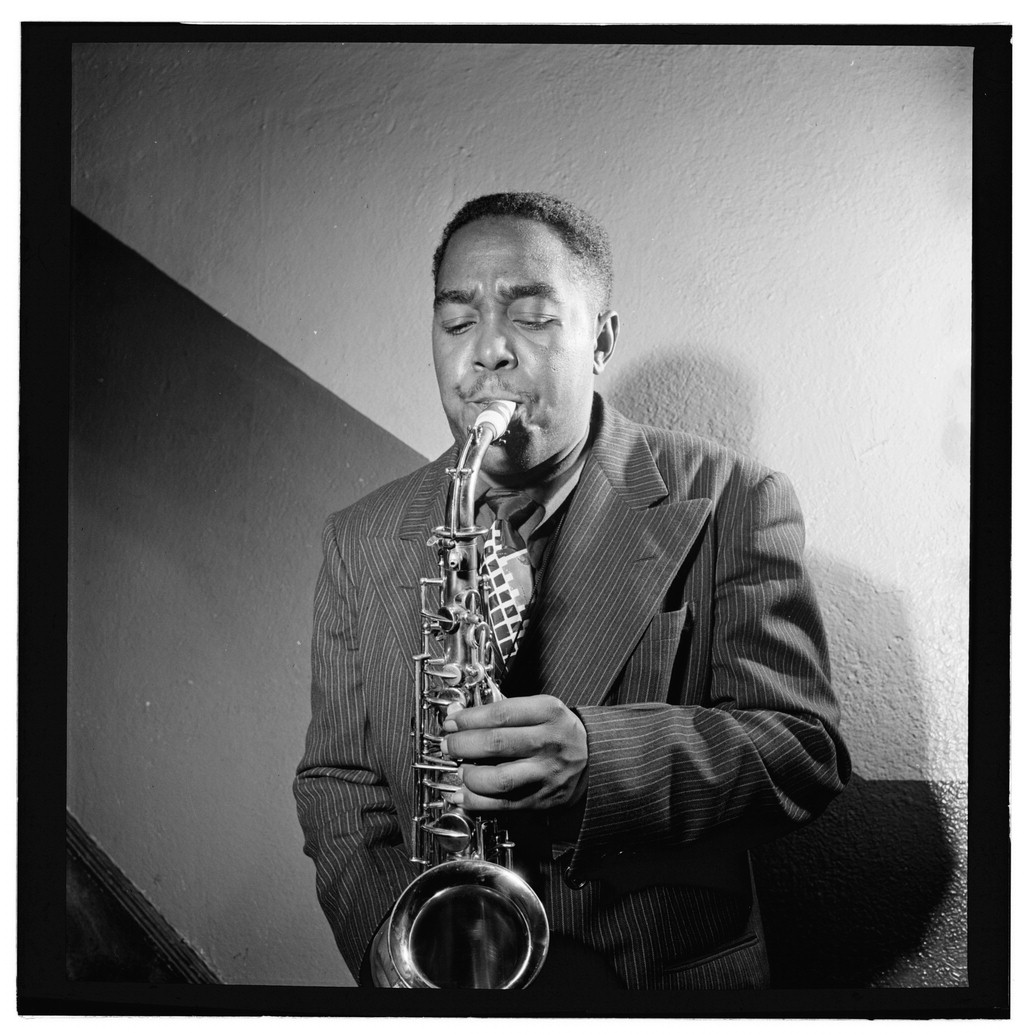
Charlie Parker, Carnegie Hall, New York, ca. 1947. Foto William P. Gottlieb

- Charlie Parker Quartett – Charlie Parker at Storyville (Blue Note BT 85108)

1. Moose the Mooche (Parker) 5:05
2. I'll Walk Alone (Jule Styne/Sammy Cahn) 4:53
3. Ornithology (Parker/Harris) 4:23
4. Out of Nowhere (Green/Heyman) 4:11
5. Now’s the Time (Parker) 4:11
6. Don't Blame Me (Dorothy Fields/Jimmy McHugh) 4:58
7. Dancing on the Ceiling (Rodgers/Hart) 2:29
8. Cool Blues (Parker) 4:44
9. Groovin’ High (Dizzy Gillespie) 5:04